# 萨利·门克
薩利·喬安妮·門克（英語：Sally JoAnne Menke，1953年12月17日—2010年9月27日）是美國一名電影和電視領域的女性剪輯師。在她長達三十餘年的工作生涯裡，她總共剪輯了超過20部電影長片。
薩利·門克與導演昆汀·塔倫蒂諾，她剪輯他的幾乎所有電影作品直至她於2010年去世。憑藉剪輯塔倫蒂諾的電影，門克獲得了三次英國電影學院獎和兩次奧斯卡獎的提名。而在她的整個職業生涯裡，她共計獲得25個提名並獲得其中12個獎項。

## 早年境況
薩利·門克出生於美國紐約州的米尼奧拉；她的父親夏洛特·門克（Charlotte Menke）是一名教師，而她的母親沃倫·威爾斯·門克（Warren Wells Menke）博士則是克萊門森大學的管理學教授。她小學到高中階段都就讀於佛羅里達州的菲利普·基斯·央發展研究學校並於1972年高中畢業；隨後她返回紐約州並在1977年就讀於紐約大學帝勢藝術學院的電影項目，後因此獲得電影專業的文學士學位。

## 職業生涯
薩利·門克在她的早期職業生涯裡曾經為CBS公司剪輯過紀錄片，而她在畢業後所剪輯的第一部電影長片則是由布魯斯·凡·杜森（Bruce Van Dusen）所導演的喜劇片《臨陣腳軟》（1983年上映）。從1990年代開始，她的工作重心逐步轉移到電影上，她在這個時期剪輯了電影《忍者神龜》（1990年上映）、《天與地》（1993年上映）、《穆赫蘭跳》（1996年上映）等。
1992年，門克在昆汀·塔倫蒂諾接受編輯採訪時認識了他。“一部廉價電影，”門克回憶道，這將是昆汀·塔倫蒂諾的電影長片處女作。塔倫蒂諾將《落水狗》的電影劇本寄給了門克，她說她覺得這個劇本“太棒了”。而當塔倫蒂諾通知門克獲得這部電影的剪輯工作室，她正在加拿大進行徒步旅行。從這次合作之後，門克成為了塔倫蒂諾的御用剪輯師，他們合作了此後的所有電影，直至門克於2010年去世為止共計合作了8部電影。昆汀·塔倫蒂諾在2007年總結了他倆的工作關係，“最好的合作來自導演與剪輯師之間，因為他們在那裡可以完成彼此的句子”，而門克則是他“唯一的、真正的、真實的合作者”。他們一起開發出了屬於他們自己的風格，即以對話為驅動的慢切鏡頭結合快切動作鏡頭的剪輯風格。
薩利·門克是美國電影剪輯師協會會員，而她所剪輯的《低俗小說》被美國電影剪輯師工會在2012年評為“史上75部最佳剪輯電影”的第18名。
薩利·門克的最後一部剪輯作品是於2010年上映的驚悚片《孔雀鎮》，這部電影由邁克爾·蘭德（Michael Lander）執導。

## 個人生活
薩利·門克與丈夫迪恩·派瑞薩特在1986年結婚。派瑞薩特是美國一名影視導演，並與門克一樣畢業自紐約大學帝勢藝術學院。他們共同育有一對兒女，分別名為盧卡斯（Lucas）和伊莎貝拉（Isabella）。

### 死訊
2010年9月27日早上，薩利·門克帶著她的狗與她的一位朋友計劃去遠足。一個小時後，門克的朋友因為炎熱的天氣而選擇了放棄；但事後門克朋友見門克遲遲未返家而選擇報警。搜救犬、一架洛杉磯警察局的直升機和巡邏隊的警員們花費了數小時在格里菲斯公園尋找門克。她鎖著的車於格里菲斯公園停車場被發現，但她的尸體直至次日（9月28日）才在綠橡樹道（Green Oak Drive）5600號附近的峽谷底部被發現。門克的狗在她的尸體被發現時還存活，她的狗當時正坐在她的尸體旁邊。驗尸官辦公室隨後確認薩利·門克的死亡與高溫天氣有關，因為在門克死亡當日的洛杉磯市區最高溫度高達113 °F（45 °C）。

## 主要作品
本章節所列作品均為薩利·門克以剪輯師身份參與，不包括她以製片人、音效部門、聯合剪輯師等身份所參與的作品。
| 年份   | 作品名                    | 導演            | 備註                                 |
| ------ | ------------------------- | --------------- | ------------------------------------ |
| 2010年 | 孔雀鎮                    | 邁克爾·蘭德     | 薩利·門克生涯最後一部剪輯作品。      |
| 2009年 | 無恥混蛋                  | 昆汀·塔倫蒂諾   |                                      |
| 2007年 | 金剛不壞                  | 昆汀·塔倫蒂諾   | 《刑房》系列電影之一。               |
| 2004年 | 殺死比爾2                 | 昆汀·塔倫蒂諾   |                                      |
| 2003年 | 殺死比爾                  | 昆汀·塔倫蒂諾   |                                      |
| 2001年 | 烏龍絕配                  | 比利·鮑伯·松頓  |                                      |
| 2000年 | 愛在奔馳                  | 比利·鮑伯·松頓  |                                      |
| 1997年 | 危險關係                  | 昆汀·塔倫蒂諾   |                                      |
| 1997年 | 看誰在尖叫                | 奧勒·博內代爾   |                                      |
| 1996年 | 穆赫蘭跳                  | 李·塔瑪何瑞     |                                      |
| 1995年 | 四個房間                  | 昆汀·塔倫蒂諾等 | 負責“這個男人來自好萊塢”部分的剪輯。 |
| 1994年 | 低俗小說                  | 昆汀·塔倫蒂諾等 |                                      |
| 1993年 | 天與地                    | 奧利華·史東     |                                      |
| 1992年 | 落水狗                    | 昆汀·塔倫蒂諾   |                                      |
| 1991年 | 尋找宇宙中智慧生命的跡象  | 約翰·貝利       |                                      |
| 1990年 | 史蒂夫·賴特：柳條椅與重力 | 沃爾特·米勒     | 電視特輯。署名為“薩利·喬·門克”。     |

## 外部連接
- 薩利·門克在互联网电影资料库（IMDb）上的資料（英文）
- 薩利·門克在豆瓣上的资料（简体中文）